# Сатиры (Персий)
«Сатиры» (лат. Satires) — собрание стихотворений римского поэта Авла Персия Флакка, опубликованное вскоре после 62 года (после смерти автора). Издание подготовили друзья поэта Анней Корнут и Цезий Басс. Оно включает пролог, написанный холиямбом, и шесть сатир, написанных гексаметром. Шестую сатиру Персий не успел дописать, и издатели сократили её, чтобы она казалась завершённой.
В первой сатире Персий подвергает критике литературные вкусы, господствовавшие в Риме в его эпоху. Остальные сатиры представляют собой отвлечённые рассуждения на теоретические темы, выдержанные в духе стоической философии и написанные сложным стилем, с применением неожиданных образов и сравнений. Многие античные комментаторы считали, что в книге содержится скрытая критика императора Нерона.
Персия высоко ценили в античности (например, Ювенал упоминает его в своих сатирах) и в Средние века. Он существенно повлиял на Джона Донна и поэзию маньеризма.